# Zlín (regio)

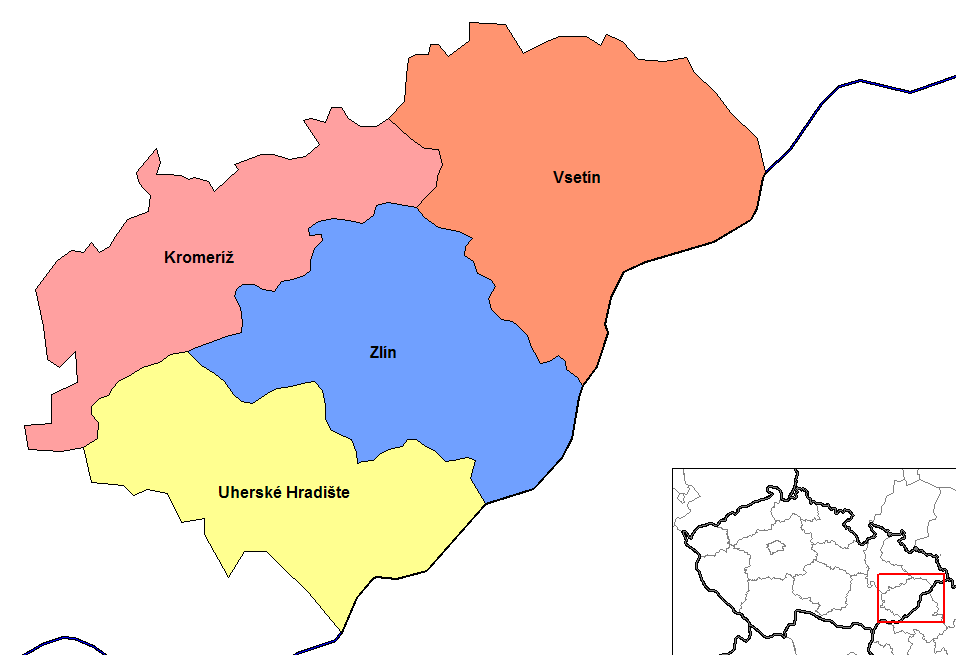
Districten van de Zlín regio

Zlín (Tsjechisch: Zlínský kraj) is een Tsjechische bestuursregio in Moravië.
De regio is vernoemd naar haar hoofdstad, Zlín. Volgens overheidsonderzoek is het de veiligste regio van Tsjechië. Er zijn het minst aanvallen, verkrachtingen, zelfmoorden en verkeersongelukken in het land.

## Districten (Okres)
- Okres Kroměříž
- Okres Uherské Hradiště
- Okres Vsetín
- Okres Zlín

## Steden en dorpen
Dorpen en steden met een bevolking over de 5.000 (vanaf 1 maart, 2003):
- Zlín
- Brumov-Bylnice
- Bystřice pod Hostýnem
- Chropyně
- Holešov
- Hulín
- Kroměříž
- Kunovice
- Luhačovice
- Napajedla
- Otrokovice
- Rožnov pod Radhoštěm
- Slavičín
- Staré Město
- Uherské Hradiště
- Uherský Brod
- Valašské Klobouky
- Valašské Meziříčí
- Vsetín